# Gerry Bowler
Gerard Columba „Gerry“ Bowler (* 8. Juni 1919 in Derry; † 26. März 2006 in Redhill) war ein nordirischer Fußballspieler. Als Mittelläufer, der auch auf der rechten Abwehrseite eingesetzt werden konnte, war er im erweiterten Kader des FC Portsmouth, der in der Saison 1948/49 die englische Meisterschaft gewann. Anschließend war er in der ersten Hälfte der 1950er-Jahre lange Stammspieler des Drittligisten FC Millwall.

## Sportlicher Werdegang

### Von Nordirland nach Portsmouth (bis 1949)
Bowler begann die fußballerische Karriere kurz vor dem Zweiten Weltkrieg beim nordirischen Klub Derry City, nachdem er zuvor am Derry Municipal College gespielt hatte. Am 24. April 1943 wechselte er für die damalige irische Rekordablösesumme von 1.000 britischen Pfund zum Distillery FC. Dort absolvierte er insgesamt 122 Pflichtspiele, wobei er als defensiv ausgerichteter Mittelläufer lediglich ein Tor per Elfmeter gegen Cliftonville erzielte. Mit Distillery erreichte Bowler im April 1946 das Endspiel im Irish Cup und verlor mit 0:3 gegen den Linfield FC.
Kurz darauf wechselte er im Sommer 1946 zum englischen Erstligisten FC Portsmouth, debütierte im Mai 1947 als rechter Außenläufer gegen die Wolverhampton Wanderers und kam anschließend in der Regel in der Abwehrmitte zum Zug. Er blieb jedoch mit gerade einmal neun Pflichtspieleinsätzen in drei Jahren zumeist nur Ersatzspieler und trug zu wenig zum Erhalt einer offiziellen Meistermedaille in der Saison 1948/49 bei. Bei seinen zwei Ligaauftritten auf dem Weg zum englischen Titel vertrat er jedoch recht erfolgreich Reg Flewin bei zwei Auswärtserfolgen gegen den FC Everton (5:0) sowie Stoke City (1:0) und machte damit den Klub erstmals in seiner Nachkriegsgeschichte zum Erstligatabellenführer.

### Über Hull nach Südengland (1949–1955)
Bowler wollte nach dem ausgebliebenen sportlichen Durchbruch in Portsmouth den Weg zurück in seine Heimat antreten, wechselte dann aber zur Saison 1949/50 zu Hull City, das gerade in die zweite Liga aufgestiegen war und von Raich Carter trainiert wurde. Bowler konkurrierte zunächst mit Harold Meens, eroberte sich aber schnell den Stammplatz als Mittelläufer bei den „Tigers“ und half wie schon zuvor bei Gelegenheit auf der rechten defensiven Halbposition aus. Er absolvierte 38 Zweitligapartien für den neuen Klub und kam auch zu drei Länderspielen für Nordirland – wenngleich auch hier auf ungewohnter Position, zweimal als rechter Verteidiger und einmal als rechter Außenläufer. Damit war er auch erster Nationalspieler von Hull City in der Nachkriegsgeschichte. Bereits im Juni 1950 zog Bowler dann weiter, nunmehr für eine Ablösesumme von 11.000 Pfund nach London zum Drittligisten FC Millwall.
Bei Millwall war Bowler in dreieinhalb der nun folgenden fünf Jahre Stammspieler. Größter Erfolg war in der Saison 1952/53 der Gewinn der Vizemeisterschaft, die jedoch nicht für den Aufstieg in die höhere Spielklasse berechtigte. In der nordirischen Auswahl kam er zu keinen weiteren Länderspielen mehr, aber im Sommer 1953 war er Teil einer irischen Ligaauswahl, die durch Nordamerika „tourte“. Dazu war er bei zwei Gelegenheiten Teil eines Londoner Auswahlteams, das 1950 in Brüssel und 1953 im Highbury-Stadion gegen Frankfurt antrat. Nach insgesamt 165 Ligapartien für Millwall musste Bowler verletzungsbedingt im Jahr 1955 seine Profikarriere beenden.

### Karriereausklang (ab 1955)
Anschließend ließ sich Bowler in Crawley nieder, arbeitete als Trainer in Horsham und betätigte sich noch bis zur Saison 1962/63 als Spielertrainer in Crawley für die Werksmannschaft des Pumpenherstellers APV Chemical Company. Damit sicherte er auch sein berufliches Leben außerhalb des Fußballs ab und nach seiner Tätigkeit für APV arbeitete er noch für das Unternehmen Beecham sowie als Steward für ein Restaurant am Gatwick Airport. Er verstarb im März 2006 im Alter von 86 Jahren.